# Jemen na Letnich Igrzyskach Olimpijskich Młodzieży 2010
Jemen na Letnich Igrzyskach Olimpijskich Młodzieży w Singapurze w 2010 reprezentowało 5 sportowców w 3 dyscyplinach.

## Skład kadry

### Lekkoatletyka
- Mohammed Al-Omaisi
- Waleed Elayah
- Belqes Sharaf Addin

### Judo
- Abdulrahman Anter

### Pływanie
- Ammar Ghanim
  - 50m st. grzbietowym chłopców - 15 miejsce (37.56)
  - 100m st. grzbietowym chłopców - DNS